# 洛桑大教堂

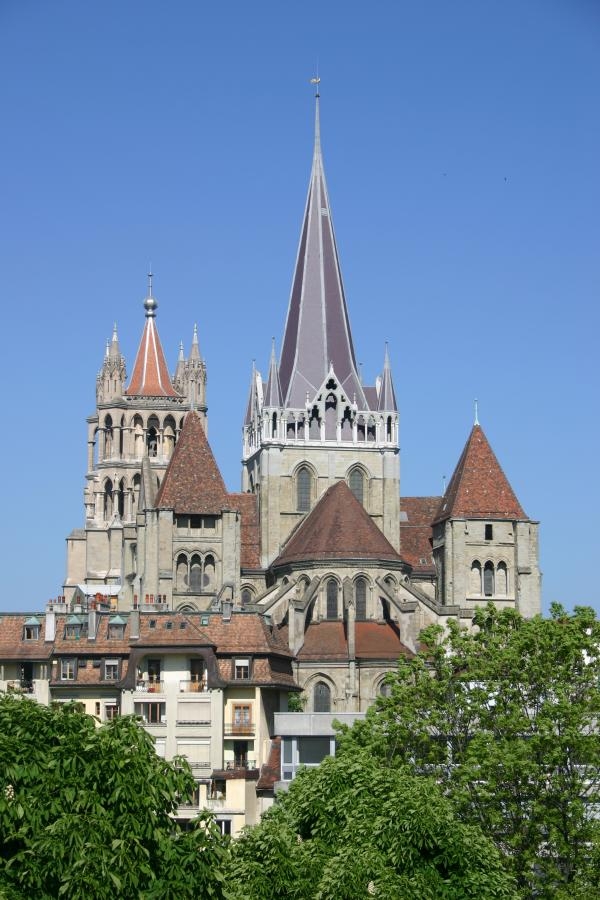

洛桑圣母大教堂位于瑞士洛桑，兴建于1170年到1240年，哥特式风格。原为罗马天主教教堂，宗教改革后成为一座新教归正会教堂。
中世纪建筑师Villard de Honnecourt设计了玫瑰窗。